# Фронтальная хроматография
Фронтальная хроматография — метод разделения, анализа и физико-химического исследования веществ, в котором анализируемая смесь непрерывно протекает через слой сорбента. Через некоторое время после начала процесса наименее сорбируемый компонент опережает остальные и выходит в виде зоны чистого вещества раньше всех, а за ним в порядке сорбируемости последовательно располагаются зоны смесей компонентов. То есть только один компонент может быть получен в чистом виде, остальные – не разделяются, поэтому он применяется значительно реже, например, проявительной хроматографии. Очень удобен для очистки некоторых веществ от примесей, если они сорбируются значительно лучше, чем очищающее вещество, а также для определения некоторых физических констант изучаемых веществ. 